# Liste der Biografien/Fiu
Liste der Biografien |
Portal Biografien |
Personensuche
# |
A |
B |
C |
D |
E |
F |
G |
H |
I |
J |
K |
L |
M |
N |
O |
P |
Q |
R |
S |
T |
U |
V |
W |
X |
Y |
Z |
?
 
Fa |
Fe |
Ff |
Fh |
Fi |
Fj |
Fk |
Fl |
Fm |
Fn |
Fo |
Fr |
Ft |
Fu |
Fy
 
Fia |
Fib |
Fic |
Fid |
Fie |
Fif |
Fig |
Fih |
Fii |
Fij |
Fik |
Fil |
Fim |
Fin |
Fio |
Fip |
Fiq |
Fir |
Fis |
Fit |
Fiu |
Fiv |
Fix |
Fiz
Die Liste der Biografien führt alle Personen auf, die in der deutschsprachigen Wikipedia einen Artikel haben. Dieses ist eine Teilliste mit 6 Einträgen von Personen, deren Namen mit den Buchstaben „Fiu“ beginnt.

## Fiu

### Fiuc
- Fiuczynski, David (* 1964), US-amerikanischer Jazz-Fusion-Gitarrist

### Fiuk
- Fiukowski, Heinz (1929–2020), deutscher Sprechwissenschaftler und Sprecherzieher

### Fiul
- Fiulaua, Jackson (* 1957), salomonischer Politiker, Abgeordneter und Minister

### Fium
- Fiume, Maurizio (* 1961), italienischer Kurzfilmregisseur und Drehbuchautor

### Fiut
- Fiut, Adam (1933–1966), polnischer Film- und Theaterschauspieler

### Fiuz
- Fiúza, Joaquim (1908–2010), portugiesischer Segler